# Freiheit (1879)

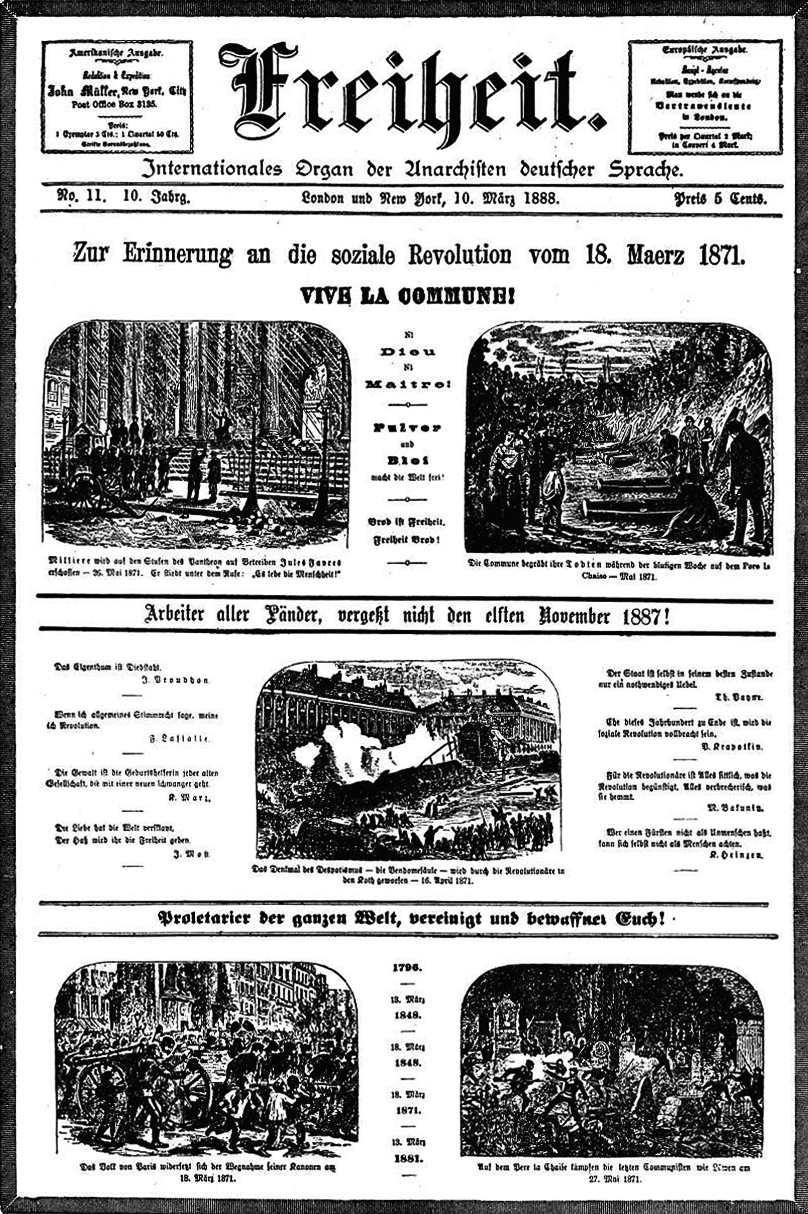
Portada de Freiheit, 10 de marzo de 1888.

Freiheit (en alemán: Libertad) fue un diario anarquista de larga data establecido por Johann Most en 1879. Era conocido por abogar por el attentat, o la propaganda por el hecho — violencia revolucionaria que podría inspirar a las personas a la revolución. 
La mayoría comenzó el diario en alemán en Londres, dirigido a alemanes y austriacos expatriados. Llevó la publicación con él cuando emigró a los Estados Unidos solo unos años más tarde, en 1882. 
Freiheit y Most no tuvieron reparos en criticar a los anarquistas, y el trabajo publicado en Freiheit a menudo fomentó controversias en los círculos anarquistas. Por ejemplo, Most y Benjamin Tucker llevaron a cabo un desacuerdo bien publicitado en las páginas de sus respectivas revistas, y aunque Tucker defendió la filosofía revolucionaria de Most más tarde, el cisma nunca se curó.
Algunos años más tarde, Emma Goldman y Alexander Berkman se involucraron con el grupo Freiheit, solo para irse después de que surgieran conflictos con Most. Cuando Berkman, inspirado en la teoría de la mayor parte del attentat, fue encarcelado por el intento de asesinato de Henry Clay Frick, más criticado la acción de Berkman. Goldman se enfureció y públicamente llevó un látigo a Most en su conferencia, exigiendo una prueba o una retractación.
La publicación del diario ocasionalmente titubeó cuando Most fue encarcelado, al menos una vez, por escritos que publicó en Freiheit pero otros anarquistas mantuvieron el diario a flote durante esos tiempos. 
Cuando su carismático fundador y editor murió en 1905, la publicación comenzó a fallar. Freiheit dejó de publicarse en 1910 después de 28 años. 

## Editores
1879: Johann Most
1881: Frank Kitz
1881: Victor Dave
1884: Johann Most
1905: Helene Minkin
1907: Max Baginski

## Otras fuentes consultadas
- Emma Goldman, Viviendo Mi Vida
- Wendy McElroy, "El cisma entre el anarquismo individualista y comunista", Journal of Libertarian Studies, v.15, n.1 (otoño de 2000).
- George Woodcock, Anarquismo: una historia de ideas y movimientos libertarios (2004)
- "Lights Out in the City of Light" - Anarquía y asesinato en la Exposición Panamericana, exposición de la Biblioteca de la Universidad de Buffalo.
- Sharon Rudahl, Una mujer peligrosa
- Frank Harreck-Haase, Der Agitator - Das Leben des Johann Most, 1. Banda - Der Sozialist, Chemnitz, 2017, ISBN 978-3-00-056998-2    (en alemán)
- Frank Harreck-Haase, Der Agitator - Das Leben des Johann Most, 2. Banda - Der Anarchist, Chemnitz, 2019, ISBN 978-3-00-060890-2    (en alemán)

- Datos: Q941443